# Lotsbroverket

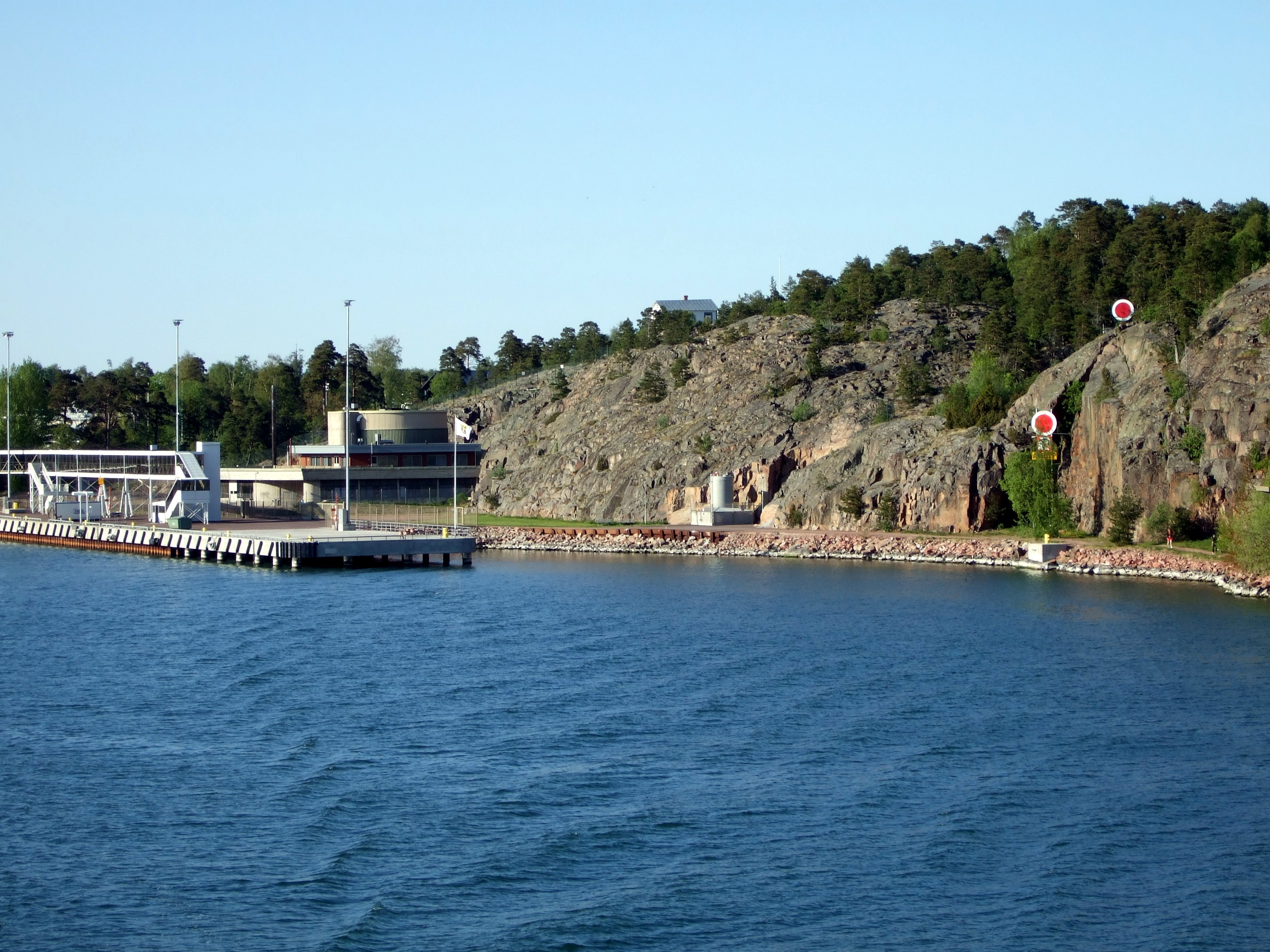
Lotsberget med Lotsbroverket.

Lotsbroverket är Mariehamns reningsverk. Anläggningen som finns i Västerhamn togs i bruk sommaren 1979. Totalt sju kommuner är anslutna till Lotsbroverket: Hammarland, Jomala, Finström, Lemland, Saltvik, Sund och Mariehamn.
Större delen av anläggningen finns i ett bergrum, som mäter ca 15×100 meter, där luftnings– och avsättningsbassängerna är belägna. Den synliga byggnadskroppen vid stranden inrymmer kontorsutrymmen, rötkammare och maskinhus. Verket är dimensionerat för en belastning på 30 000 personekvivalenter.